# Zwischenmoore nördlich Creußen
Zwischenmoore nördlich Creußen este o arie protejată (arie specială de conservare — SAC, sit de importanță comunitară — SCI) din Germania întinsă pe o suprafață de 4,6 ha, integral pe uscat.

## Localizare
Centrul sitului Zwischenmoore nördlich Creußen este situat la coordonatele 49°52′25″N 11°36′34″E / 49.8736°N 11.6094°E.

## Înființare
Situl Zwischenmoore nördlich Creußen a fost declarat sit de importanță comunitară în martie 2001 pentru a proteja un număr necunoscut de specii din flora spontană și fauna sălbatică aflate în arealul zonei. Situl a fost protejat și ca arie specială de conservare în aprilie 2016.

## Biodiversitate
Situată în ecoregiunea continentală, aria protejată conține 3 habitate naturale: Ape stătătoare oligotrofe până la mezotrofe, cu vegetație de Littorelletea uniflorae și/sau de Isoëto-Nanojuncetea, Lacuri și iazuri distrofice naturale, Mlaștini turboase de tranziție și turbării mișcătoare.
La baza desemnării sitului se află un număr nedeclarat de specii protejate.
Pe lângă speciile protejate, pe teritoriul sitului au mai fost identificate 2 specii de amfibieni.